# Paus Innocentius I
Innocentius I (Latijn: "onschuldige"; gestorven 12 maart 417) was paus van 401 tot 417. Hij wordt door John Julius Norwich beschouwd als de eerste grote paus.

## Biografie
Innocentius I werd geboren in Albano en was volgens Hiëronymus de zoon van zijn voorganger, paus Anastasius I. Het Liber Pontificalis spreekt dit echter tegen en noemt Innocentius van Albano als zijn vader.
Over het begin van zijn pontificaat bestaan twijfels, het jaar 402 wordt ook wel genoemd. Toen in 404 Johannes Chrysostomos werd afgezet als patriarch van Constantinopel door Theophilus van Alexandrië wendde Johannes Chrysostomos zich tot Innocentius voor hulp. Deze riep een synode van de Latijnse bisschoppen bijeen waarbij keizer Arcadius werd opgeroepen om Chrysostomos in diens ambt te herstellen. Arcadius gaf echter niet toe, ook niet toen Innocentius vier bisschoppen naar Constantinopel zond om voor Chrysostomos te pleiten.
In 408 meldden de Visigoten zich voor het eerst voor de muren van Rome en vanwege de afwezigheid van keizer Honorius voerde Innocentius I de onderhandelingen met hun leider Alarik I. Deze wist een bloedbad in Rome te voorkomen door zijn onderhandelingen en ook de kerkelijke bezittingen werden door de Visigoten gespaard. Ook bij het derde beleg en de plundering die volgde werden de kerken in de stad gespaard. Wat zijn politiek betreft streefde hij vooral naar het uitbouwen van de macht van de bisschop van Rome. Dit valt op te maken uit brieven die zijn bisschoppen van hem ontvingen.
Zijn politiek maakte hem niet geliefd in het oosten, waar hij de regels die in het West-Romeinse Rijk gehandhaafd werden strenger wilde laten naleven. Ook nam hij stelling tegen Pelagius, een Britse monnik die de erfzonde verwierp en uitging van het goede in de mens. Hierdoor verkreeg Innocentius de steun van Augustinus, de belangrijkste tegenstander van Pelagius.
Innocentius I werd begraven in de Pontianus-catacombe.

## Verering
Hij wordt als heilige vereerd op 12 maart (voorheen op 28 juli) en werd uiteindelijk verwijderd van de kalender en zijn verering werd in 1969 verminderd.